# Vlag van Chiny
De vlag van Chiny is nooit door de gemeenteraad van de gemeente Chiny in de Belgische provincie Luxemburg, maar wel gebruikt. De vlag kan als volgt worden beschreven:
Blauw met drie vissen die over elkaar zwemmen. met daarboven een gouden kroon met drie fleurons.
De vlag komt overeen met het vlagontwerp van de Raad van Heraldiek en Vexillologie (Frans: Conseil d’héraldique et de vexillologie). De vlag is volledig gebaseerd op het gemeentewapen en ziet er dus helemaal hetzelfde uit.